# اریک چیس اندرسون
اریک چیس اندرسون(به انگلیسی: Eric Chase Anderson؛ زادهٔ ۱۹۷۳ میلادی) نویسنده، تصویرگر و بازیگر آمریکایی است.

## اوایل زندگی
اندرسون در هیوستون تگزاس متولد شد و در دبیرستان استانفورد تحصیل کرد. او برادر فیلمساز وس اندرسون است.

## فیلم شناسی
| سال  | فیلم                      | نقش                   | یادداشت      |
| ---- | ------------------------- | --------------------- | ------------ |
| ۱۹۹۸ | راشمور                    | معمار                 | حضور افتخاری |
| ۲۰۰۱ | خانواده اشرافی تننباوم    | دانشجوی پزشکی         | حضور افتخاری |
| ۲۰۰۴ | زندگی در آب با استیو زیسو | خلبان هواپیمای کنتاکی | حضور افتخاری |
| ۲۰۰۹ | آقای فاکس شگفت انگیز      | کریستوفرسون سیلورفاکس | نقش صدا      |
| ۲۰۱۲ | قلمرو طلوع ماه            | وزیر مک اینتیری       | حضور افتخاری |